# ТЕЦ ABP 3
13°27′1″ пн. ш. 101°3′23″ сх. д. / 13.45028° пн. ш. 101.05639° сх. д.
ТЕЦ ABP 3 — теплоелектроцентраль у тайській провінції Чонбурі, що знаходиться на сході індустріальної зони Аматанакорн.
У 2012 році на майданчику станції став до ладу парогазовий блок потужністю 132,5 МВт, в якому дві газові турбіни живлять через відповідну кількість котлів-утилізаторів одну парову турбіну. Окрім електроенергії блок постає підприємствам індустріальної зони технологічну пару в обсягах 30 тонн на годину.
Відповідно до запровадженої в Таїланді програми сприяння малим ТЕЦ, станція отримала довгостроковий — на 25 років — контракт на викуп 90 МВт потужності державною електроенергетичною компанією Electric Generating Authority of Thailand (EGAT).
Як паливо станція використовує природний газ (через провінцію Чонбурі проходить газотранспортний коридор Районг — Бангпаконг).
Проект реалізували через компанію Amata B.Grimm Power 3, головним власником якої із часткою у 61 % є тайський конгломерат B.Grimm Group. Іншим важливим учасником є компанія Amata Corporation, що опікується кількома індустріальними зонами.
Можливо відзначити, що в тій же індустріальній зоні діють ТЕЦ ABP 1, 2 та ТЕЦ ABP 4, 5.